# Ynysforgan
Ynysforgan ist ein Dorf in der Nähe von Swansea, Glamorgan, Wales. Der Name kommt vom walisischen ynys („Insel“, auch „Flusswiese“, d. h. sumpfige Wiese an einem Flusslauf) und Forgan als Variation des Familiennamens Morgan, zusammen also am ehesten „Morgans Sumpfwiese“. Früher floss der River Taw durch den Ort, er könnte also der angesprochene Fluss sein. Auch andere Orte in der näheren Umgebung tragen diesen Namenszusatz, so wie das Nachbardorf Ynystawe mit der Ynystanglws Farm und Ynysmeudwy bei Pontardawe.

## Allgemeines
Ynysforgan ist ein historischer Ort in der walisischen Geschichte, auch wenn er heute eher wenig bedeutend ist. Im späten Mittelalter (von 1330 bis 1403) war hier der Sitz von Hopcyn ap Tomas ab Einion, der mit dem wichtigen Sammelwerk Llyfr Coch Hergest („Das Rote Buch von Hergest“) in enger Verbindung steht. 1403 wurde dieser Hopcyn ap Tomas nach Carmarthen zum letzten Fürsten von Wales Owain Glyndŵr gerufen, um ihm aus den alten Barden-Überlieferungen sein Schicksal zu deuten.

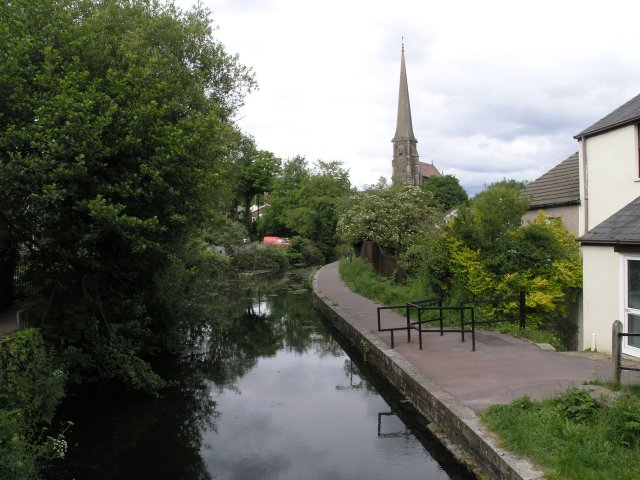
Swansea-Canal bei Pontardawe

Bis zum Bau des Motorway M4 im Jahr 1973 war Ynysforgan an das alte Swansea-Tram-System angeschlossen, die Endstation lag in der Llanllienwen Road. Dieser Straßenbau hatte für den Ort einschneidende Bedeutung, da er praktisch in zwei Hälften getrennt wurde. Auch das alte Gebäude der Sonntagsschule fiel dem Bau zum Opfer, hier ist jetzt die Ausfahrt des Motorway.
Ynysforgan lag ebenfalls am ehemaligen Hauptkanal von Brecon nach Swansea, der bis 1950 schiffbar war, dann um 1960 in Teilstücken aufgefüllt und abgedeckt wurde. Parallel dazu führt die Bahntrasse der West Wales Line durch das Swansea-Tal.